# Prima o poi s...vengo!
Prima o poi s...vengo! (The Oh in Ohio) è un film del 2006 con Parker Posey e Paul Rudd.

## Trama
Cleveland, Ohio. Priscilla è un'affascinante e rampante donna in carriera che non è mai riuscita a provare un orgasmo. Suo marito Jack è un professore liceale che il matrimonio ha trasformato in un uomo frustrato, a causa dell'anorgasmia della moglie. Dopo dieci anni di amplessi fallimentari, finalmente decidono di affrontare il problema e si rivolgono ad una consulente matrimoniale, la quale consiglia alla coppia l'uso di un vibratore, che finalmente sembra risvegliare la sensualità della donna. Dopo qualche tempo, però, Priscilla non riesce più a farne a meno e la cosa non fa che far cadere Jack in un baratro ancor più profondo, vedendo come un semplice oggetto sia più capace di lui nel soddisfare la moglie.
Dopo qualche tempo, Jack lascia la moglie ed in breve scopre un certo interesse per una sua studentessa, Kristen, che si è invaghita di lui. I due perciò avviano una relazione nella quale, finalmente, Jack si sente appagato e sicuro di sé. Nel frattempo, Priscilla intreccia una relazione con Wayne, un bizzarro e pittoresco costruttore di piscine, ben più anziano di lei, col quale intesse per la prima volta una relazione sessualmente appagante e che, a dispetto di Jack, l'apprezza e la sostiene apertamente come donna d'affari. Le loro vite paiono quindi seguire ormai dei diversi binari, finché Kristen non viene accettata ad Harvard e la coppia si trova costretta a troncare la loro storia. Jack, rimasto solo e sconfortato, riavvicina Priscilla sperando di ravvivare la loro unione, però quest'ultima è più che soddisfatta della vita che conduce adesso e perciò si rifiuta di rimettercisi assieme.

## Curiosità
- Nel ruolo di una alternativa terapista sessuale appare Liza Minnelli, mentre nei panni di una commessa lesbica di un sexyshop appare Heather Graham.